# Jacqueline Alex
Pour les articles homonymes, voir Alex.
Jacqueline Alex, née le 1er décembre 1965 à Zwickau, est une nageuse est-allemande. 

## Palmarès

### Championnats d'Europe
- Championnats d'Europe 1985 à Sofia
  -  Médaille d'or du 200 mètres papillon

### Championnats d'Europe juniors
- Championnats d'Europe juniors 1980 à Skövde
  -  Médaille d'argent du 400 mètres quatre nages